# نینجا (فیلم)
نینجا (به انگلیسی: Ninja) فیلمی در ژانر رزمی و هیجانی است که در سال ۲۰۰۹ در آمریکا منتشر شد. این فیلم توسط آیزاک فلورنتین کارگردانی شده‌است. از بازیگران معروف آن می‌توان به اسکات ادکینز و تسویوشی ایهارا اشاره کرد.

## داستان
یک مرد غربی بنام «کیسی» که برای فراگیری فنون نینجاها به ژاپن رفته‌است، از او خواسته می‌شود تا برای انجام مأموریتی به نیو یورک برود…